# Duhaney Park FC
Duhaney Park FC is een Jamaicaanse voetbalclub uit de hoofdstad Kingston. Ze spelen in de KSAFA Super League, de 2de voetbaldivisie van Jamaica.